# 胡大全
胡大全（1464年—？年），字惟學，南直隶徽州府歙縣人，民籍。

## 生平
治《詩春秋》，行二，由國子生中式弘治二年（1489年）己酉科應天府鄉試第二十名舉人，年四十五歲中式正德三年（1508年）戊辰科會試第二百二十二名，第三甲第三十九名進士。官至贵州按察司佥事。

## 家族
曾祖胡社蔭。祖父胡有德。父胡中子（1437-1514年）。母吴氏。具庆下，兄大成、弟大章、大韶、大夏、大武。